# 川人光男
川人 光男（かわと みつお、1953年11月12日 - ）は、日本の工学者。
主な業績は計算論的神経科学による脳機能の解明とブレインマシンインタフェースの開発。

## 経歴
富山県高岡市出身。工学博士（大阪大学、1981年）。
1976年 - 東京大学理学部物理学科卒業。1981年 - 大阪大学大学院基礎工学研究科博士課程修了。1981年 - 大阪大学基礎工学部助手。1986年 - 文部省学術国際局学術調査官（併任）。1987年 - 大阪大学基礎工学部講師。
1988年 - 株式会社エイ･ ティ･ アール（ATR）視聴覚機構研究所主任研究員。1993年から金沢工業大学客員教授。2000年 - 奈良先端科学技術大学院大学客員教授。2003年から国際電気通信基礎技術研究所（ATR）脳情報研究所長。2006年から富山県立大学特任教授。
2008年から科学技術振興機構さきがけ領域総括。2010年から国際電気通信基礎技術研究所（ATR）脳情報通信総合研究所長。2015年から自然科学研究機構新分野創成センターブレインサイエンス研究分野長。
2017年からXNef 代表取締役CEO。2018年から理化学研究所革新知能統合研究センター特別顧問。

## 受賞歴
- 1993年 - 大阪科学賞
- 1995年 - 塚原仲晃記念賞
- 1997年 - 大川出版賞
- 2005年 - 中日文化賞
- 2006年度 -朝日賞
- 2009年 - 大川賞
- 2017年 - C&C賞
- 2022年 - 日本学士院賞

## 栄典
- 2013年 - 紫綬褒章